# Copris macclevei
Copris macclevei là một loài bọ cánh cứng trong họ Bọ hung (Scarabaeidae).